# Brzeźnica (Rudnik)
Brzeźnica (deutsch Bresnitz, auch Brzesnitz) ist ein Ort in der Landgemeinde Rudnik im Powiat Raciborski in der Woiwodschaft Schlesien in Polen.
Brzeźnica ist sechs Kilometer von Racibórz und 80 km von der Katowice entfernt.
Im Jahr 1939 hatte der Ort 999 Einwohner, 2011 waren es in Brzeźnica 561.

## Geschichte
Der Name kommt aus dem Slawischen und bedeutet Birkenwald. 1645 wurde ein kleines Schloss auf einem Hügel errichtet. Nach der Volksabstimmung in Oberschlesien 1921 verblieb das Dorf Bresnitz bei der Weimarer Republik. 1936 wurde Bresnitz in Eichendorffmühl umbenannt. 1945 kam das Dorf Brzeźnica  an die Volksrepublik Polen und das Schloss wurde durch Rotarmisten zerstört.

## Persönlichkeiten
- Emanuel von Schimonsky (1752–1832), Fürstbischof von Breslau
- Bruno Kosak (1936–2019), oberschlesischer Politiker und Sejm-Abgeordneter